# Vincenzo Massoni
Vincenzo Massoni (Roma, 22 de janeiro de 1808 – Rio de Janeiro, 3 de junho de 1857) foi um diplomata e prelado italiano da Igreja Católica, que representou a Santa Sé no Brasil.

## Biografia
Foi ordenado padre em 18 de setembro de 1830. Foi enviado a Florença em 30 de dezembro de 1847, como encarregado de negócios.
Em 16 de junho de 1856 foi nomeado pelo Papa Pio IX como Internúncio apostólico no Brasil e em 19 de junho, arcebispo titular de Edessa de Osrhoëne. Foi consagrado em 6 de julho, na Cappella Paolina di Palazzo del Quirinale pelo Papa Pio IX, coadjuvado por Alessandro Macioti, assessor da Sagrada Congregação do Santo Ofício e por Giuseppe Palermo, O.S.A., sacristão papal.
Em 26 de setembro, foi nomeado delegado apostólico para a Argentina, Paraguai, Uruguai e Chile.
Estando no Império do Brasil, enviou relatório à Santa Sé dando conta que naqueles dias, a situação pastoral da Igreja no Brasil, com cinco dioceses paralisadas (Diamantina, Pará, Olinda, Goiás e Ceará) entre as doze existentes, era trágica.
Chegou a ter uma audiência com o Marquês de Olinda para melhorar as relações entre a Igreja e o governo, em 11 de maio de 1857, mas foi acometido de febre amarela e morreu em 3 de junho, sendo sepultado no dia seguinte no Convento dos Capuchinos do Rio de Janeiro.